# Литвин Андрій Васильович
Андрі́й Васи́льович Литви́н (1983—2022) — старший солдат Збройних сил України, відзначився у ході російського вторгнення в Україну.

## Життєпис
Народився у 1983. Мешкав у с. Мліїв (Черкаська область). Під час російсько-української війни був водієм евакуаційної роти 72-ї окремої механізованої бригади імені Чорних Запорожців. Загинув у боях за Київ. Похований у с. Мліїв.

## Нагороди
- орден «За мужність» III ступеня (2022, посмертно) — за особисту мужність і самовіддані дії, виявлені у захисті державного суверенітету та територіальної цілісності України, вірність військовій присязі.[2]